# Пјер Ожеро
Шарл Пјер Франсоа Ожеро (фр. Charles-Pierre-François Augereau; Париз, 21. октобар 1757 — Усе, 12. јун 1816) је био Наполеонов маршал и француски војсковођа за време Француских револуционарних ратова и Наполеонових ратова.

## Детињстви и младост
Био је син парискога воћара. Са седамнаест година пријавио се на регрутацију за карабињере. Постао је добар мачевалац и учесник двобоја, а морао је да побегне из Француске када је једнога официра убио у свађи. Служио је у руској армији у рату против Турске. После тога је побегао у Пруску у гарду. Поново је дезертирао. Служио је у наполитанској војсци и био у Португалу током 1788 — 1791. Вратио се у Француску након избијања Француске револуције.

## Генерал за време Француских револуционарних ратова
Био је јако успешан у борби у Вандеји при покушају гушења Вандејске побуне. После тога бори се против Шпанаца на југу. Брзо је напредовао и постао је генерал дивизије 23. децембра 1793. Његова дивизија се још више истицала у Италији. Под Наполеоновом командом у Италији заслужан је за победу у бици код Милесима 1796. и за заузимање дворца Косерије 14. априла 1796. У бици код Лодија 10. маја 1796. заокретни маневар Ожероа и његове дивизије одлучило је битку. У бици код Кастиљона 5. августа 1796. он је охрабрио чак и Наполеона пред битку. Ожеро је био јако заслужан за победу. Наполеон је 1797. послао Ожероа у Париз да охрабри јакобинске директоре. Ожеро је извео државни удар 18. фруктидора, тј. 4. септембра 1797. После тога командује у Немачкој. У државном удару 18. брумера у новембру 1799. имао је мало учешће. Није се нешто исртицао у походу на Рајни после тога. Када је Наполеон постао цар 1804. постао је маршал Француске.

## Маршал за време Наполеонских ратова
Заповедао је логором у Бретањи за време припрема за инвазију на Енглеску. Када је Наполеон отказао инвазију због опасности од Русије и Аустрије, тај логор је постао 7. корпус Велике армије. За време Рата треће коалиције био је задужен за заштиту линија комуникација. Суделовао је у борбама у Кобленцу и Бреганцу. У рату четврте коалиције поново је заповедао 7. корпусом и истакао се у бици код Јене, где је заповедао левим крилом.
Разболио се почетком 1807, тако да су га током битке код Ејлауа 7. фебруара 1807. морали придржавати на коњу, али успевао је да командује кретањем корпуса. Његов корпус је био готово уништен, а он сам је тада задобио рану, од које се никад није потпуно опоравио. Постао је 1808. наследни војвода од Кастиљона због победе 1796. код Кастиљона. У борбама у Каталонији добио је неке битке, али истицао се окрутношћу. Прилом инвазије Русије 1812. и у борбама у Саксонији 1813. показао се јако слабим командантом. Пред битку код Лајпцигу 1813. Наполеон га је укорио да то није онај Ожеро од Кастиљона. Ожеро му је одговорио да би се са оним војницима из Италије поново показао у правом светлу. Током 1814. заповедао је војском Лиона, а због држања оптужен је да да се нагађао са Аустријанцима. После тога служио је бурбонског краља Луја XVIII. Кад се Наполеон вратио са Елбе пришао је Наполеону, а Наполеон га је оптужио да је био издајник Француске 1814. Приликом рестаурације Бурбона Луј XVIII му одузима чин и пензију.